# Lac Barrine
Le lac Barrine est un lac d'eau douce situé sur la partie Est du plateau d'Atherton dans le Nord du Queensland en Australie et à proximité du lac Eacham. Le lac et ses environs sont protégés par le parc national des Lacs de cratères (en) (Crater Lakes National Park) et est accessible par le Gillies Highway depuis Gordonvale dans la vallée de Goldsborough.

## Origine
Le lac Barrine s'est formé il y a 17 000 ans lors d'une éruption volcanique créant un cratère qui s'est rempli d'eau jusqu'à créer un lac. Ce cratère ou maar a été formé par une série d'explosions volcaniques causées par le contact de roches éruptives avec l'eau de surface. Ceci causant alors une formation de vapeurs et pression qui ont fait exploser le cœur central du volcan laissant un large cratère se remplissant d'eau de pluie et nommé par les Aborigènes le lac Barany.

## Description

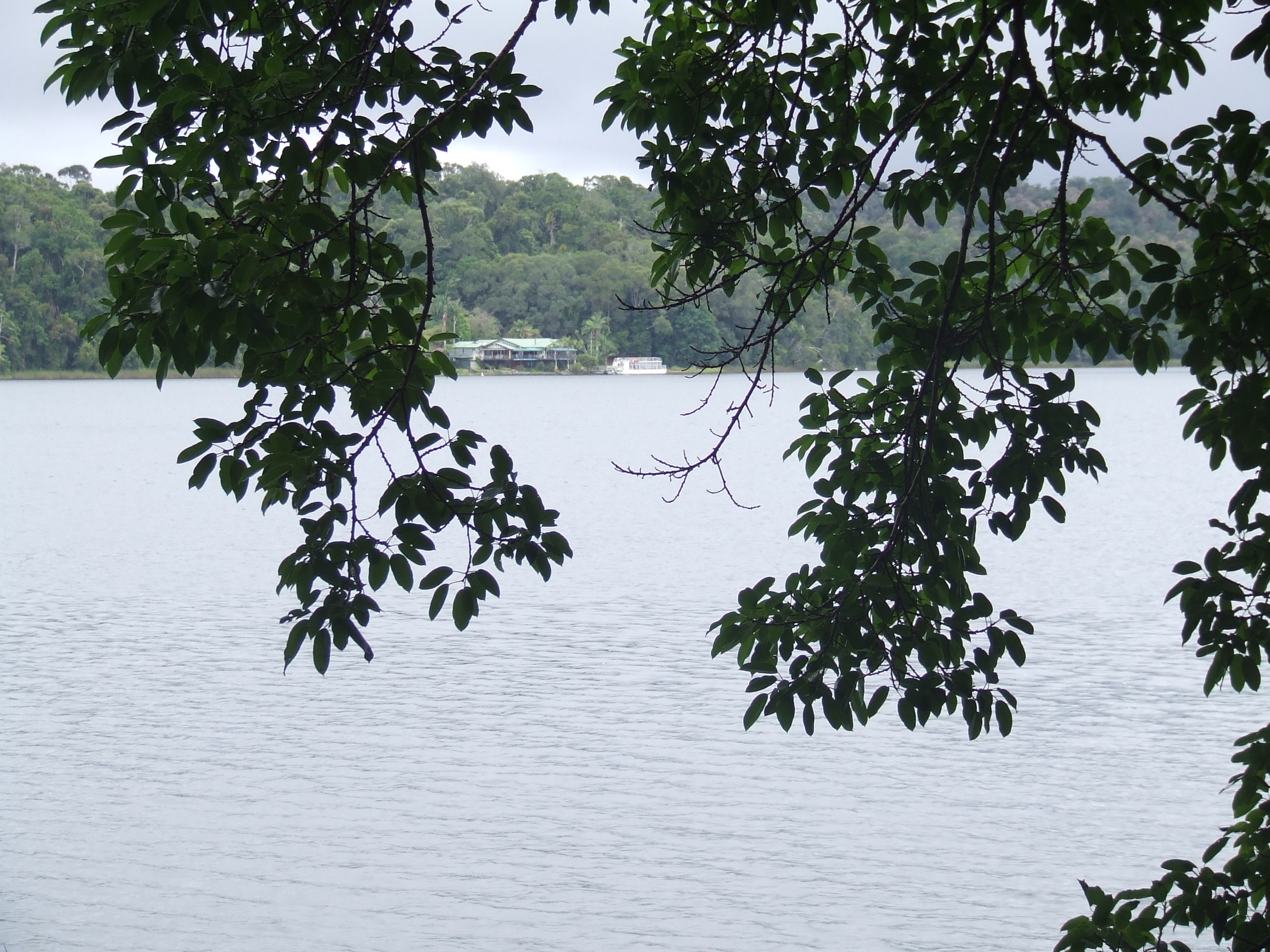
Vue depuis le sentier de randonnée qui encercle le lac.

Il s'agit du plus important lac volcanique de la région, il se situe 730 mètres d'altitude. Son diamètre est de l'ordre du kilomètre pour un périmètre de presque 4,5 km et une profondeur moyenne de 65 mètres. Ni sources ni rivières ne remplissent ce lac exclusivement alimenté par les eaux de pluie ce qui génère une eau cristalline extrêmement transparente. Durant la saison humide un petit torrent se crée qui se jette dans la Toohey Creek, un affluent du fleuve Mulgrave.

## Équipements
Des sentiers de randonnée encerclent le lac et des tours opérateurs proposent des croisières sur le lac. Les infrastructures comprennent des zones de pique-nique, un kiosque et une maison de thé datant de 1926. Les visiteurs peuvent également se baigner et observer les oiseaux par contre les animaux domestiques et le camping sont interdits autour du lac.

## Faune et flore

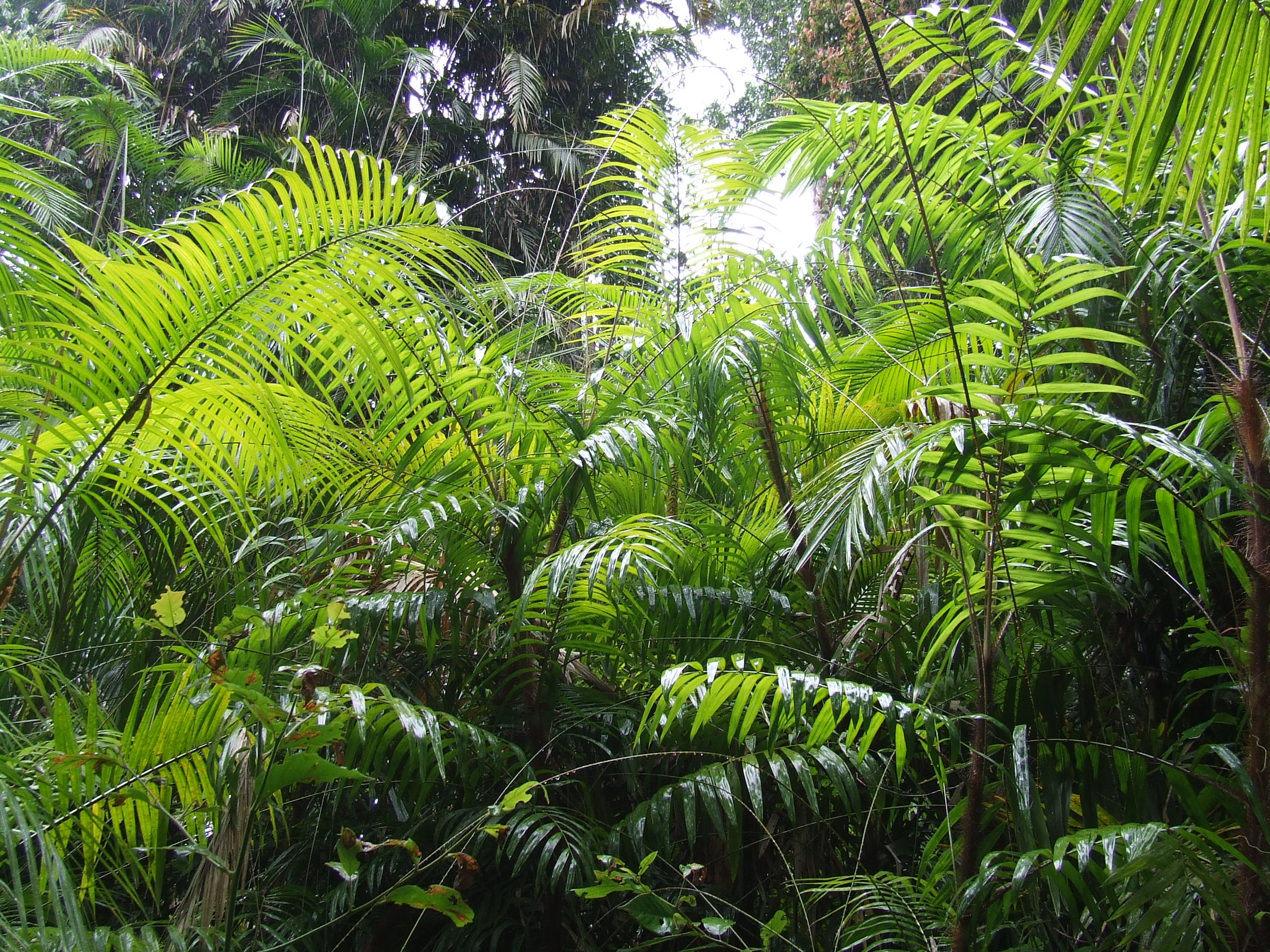
Fougères et palmier le long du sentier forestier.

La forêt pluviale qui entoure le lac contient des agathis géants (Agathis microstachya), des Cèdres rouges et des arbres ombrelles (Schefflera actinophylla).
La faune  de cette région de l'Est de l'Australie comprend des dragons d'eau australien (intellagama lesueurii), des anguilles géantes, des tortues des sables (Myuchelys latisternum), des pythons (Morelia kinghorni), des cormorans variés, des canards noirs, des Dendrocygnes d'Eyton, des foulques noirs, des milans sacré, des milans noir, des pygargues à poitrine blanche et des Gallinules sombres.

## Deuxième Guerre mondiale
La maison de thé est un vestige nationale car utilisée durant la Seconde Guerre mondiale comme maison de convalescence.

## Folklore aborigène
Selon les légendes locales, les 3 lacs: Eacham; Barany et Ngimun seraient nés de la violation d'un tabou par deux hommes générant ainsi la colère d'un puissant esprit local: le serpent arc-en-ciel. Le tonnerre et le vent vont alors se déchaîner sur la Terre tels un cyclone tandis que le sol se tordit dans tous les sens et que des nuages rouges jamais observés d'yeux humains se rassemblent. À la fin un grand éclair fend le sol et sépare les deux personnes.
L'intérêt de ce récit est qu'il décrit de manière imagée mais réaliste une explosion volcanique mais également que le récit parle d'une fruticée assez clairsemée au lieu d'une forêt comme paysage ce qui est confirmé par les analyses de pollen provenant des couches de l'époque de formation de ces lacs. Ce qui peut servir à valider une présence humaine indigène en ces lieux et à cette époque.